# Днепр (футбольный клуб, Смоленск)
«Днепр» — российский футбольный клуб из Смоленска. Образован в 2004 году на основе расформированного ФК «Кристалл». Цвета клуба — красно-синие.

## Названия
- 2004—2008 — «Смоленск».
- 2008—2016 — «Днепр».
- 2016—2018 — ЦРФСО.
- с 2018 — «Днепр».

## История

### 2004—2007

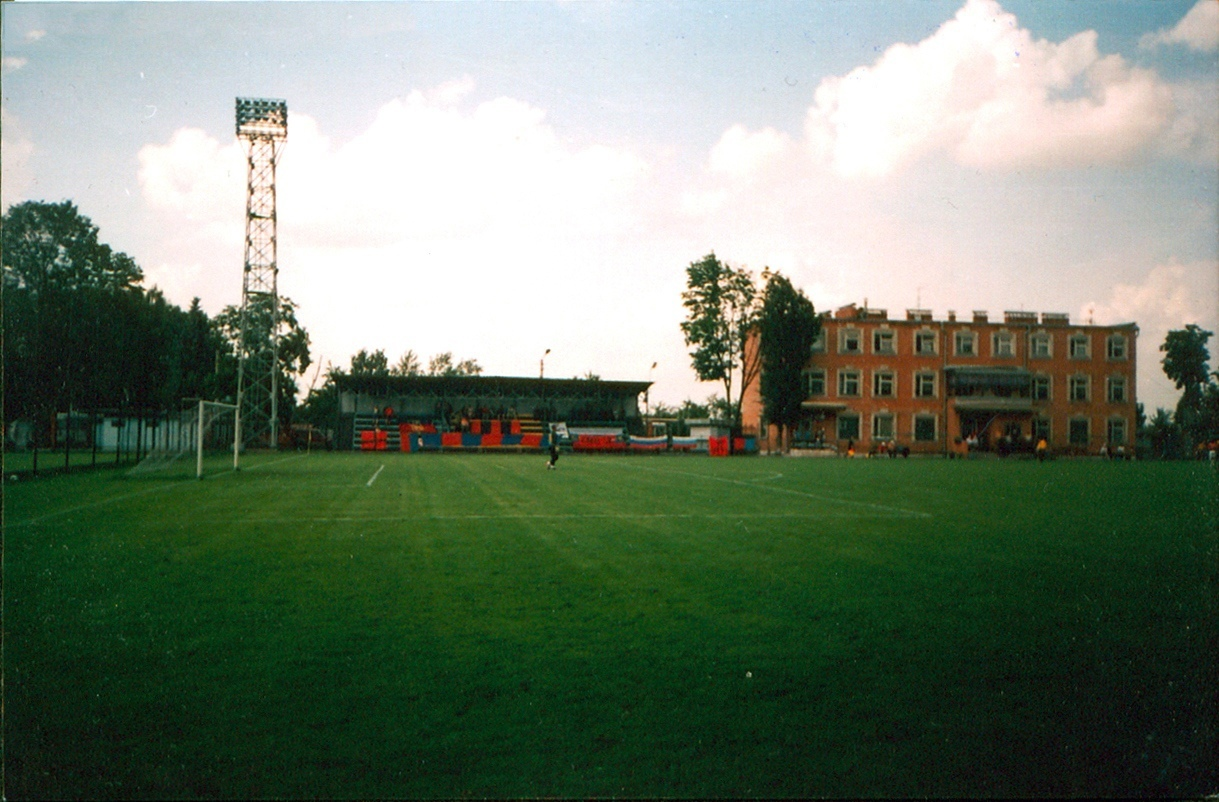
28.07.2004 «Арсенал-2» (Тула) - «Смоленск» 1:3

Футбольный клуб «Смоленск» был юридически зарегистрирован в начале 2004 года. Команда была создана на основе недавно расформированного смоленского «Кристалла» и стала его преемником.
Учредителями ФК «Смоленск» стали Администрация Смоленской области, Администрация города Смоленска и некоммерческое партнерство ФК «САПА». Команда заявилась в зону «Черноземье» ЛФЛ.
Первый матч состоялся 2 мая 2004 года против тульского «Арсенала-2», смоляне победили со счётом 3:0. Завершив первый сезон в истории клуба на 2 месте, смоленская команда вышла во Второй дивизион.
27 апреля 2005 года ФК «Смоленск» сыграл свой первый матч во Втором дивизионе в зоне «Запад» против московской «Пресни». Матч закончился со счётом 1:1.
6 июня «Смоленск» провёл на стадионе «Спартак» международный товарищеский матч с клубом «Athletes In Action» из Северной Ирландии. Игра закончилась со счётом 1:1.
8 сентября ФК «Смоленск» принимал тверскую «Волгу». Главный судья встречи в этом матче показал 7 жёлтых и 4 красные карточки. На 71-й минуте матча у штрафной площадки «Смоленска» возникла драка с участием восьми игроков с обеих сторон. Шесть минут судьи разнимали дерущихся и решали как их наказать. В результате удаление получили четыре футболиста. Встреча была доиграна составами из восьми полевых игроков. Победу одержали смоляне со счётом 3:1. В целом сезон получился неровным, команда заняла 14 место.
Сезон 2006 «Смоленск» провёл неудачно. Несмотря на отдельные яркие матчи со «Спортакадемклубом» (2:0), «Петротрестом» (2:0), тверской «Волгой» (2:1) и тульским «Арсеналом» (1:0), клуб занял 17 место.

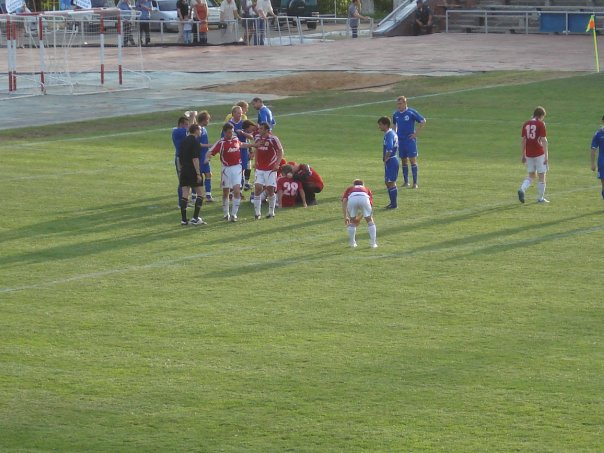
03.07.2007 «Смоленск» - «Динамо» (Вологда) 1:2

В сезоне 2007 по приглашению главного тренера «Смоленска» Игоря Белановича за команду выступал 41-летний лучший бомбардир в истории смоленского футбола Валерий Соляник. Забив за сезон 5 голов, он окончательно завершил карьеру игрока в сентябре 2007 года. Команда заняла, последнее, 16 место и вылетела в ЛФЛ.
Этот сезон стал самым скандальным в истории команды. 26 июня состоялась игра смолян на выезде в Санкт-Петербурге против «Зенита-2». Через некоторое время известный болельщик смоленской команды Максим Павлинский заявил, что главный тренер ФК «Смоленск» Игорь Беланович напал на него после матча за просьбу довезти его до метро.
4 октября 2007 года состоялся матч ФК «Смоленск» с московским «Спортакадемклубом». Победа была нужна обеим командам: первым, чтобы не вылететь, вторым, чтобы выйти в Первую лигу. На последних минутах встречи «Спортакадемклуб», который тренировал советник президента «Зенита» Константин Сарсания, забил гол и обеспечил себе место в Первом дивизионе.
Спустя пару недель в местной газете «Рабочий путь» член правления ФК «Смоленск» Олег Соболев признался, что до игры тренеру команды — Владимиру Силованову — и нескольким игрокам звонил неизвестный с предложением «сдать» матч. И, как сообщали главные участники, даже называл конкретную сумму — миллион рублей. Через несколько дней Соболев и игрок «Смоленска» Валерий Соляник подтверждают свои слова «Советскому спорту», а через месяц на основании этих публикаций областной отдел по борьбе с экономическими преступлениями (ОБЭП) направляет материалы для проверки в ОВД Ленинского района города Смоленска. Однако, данная история последствий не имела.

### 2008—2009

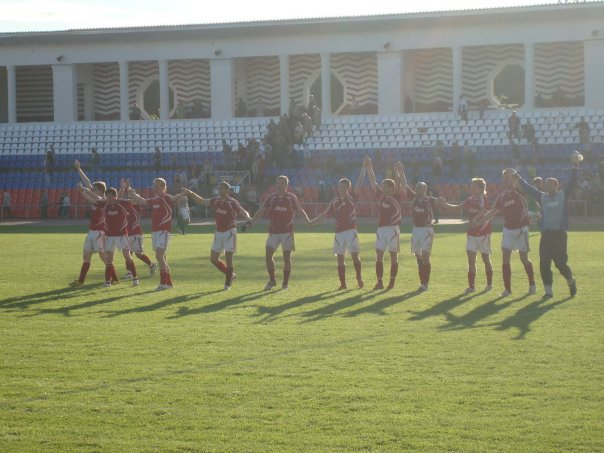
2008 год. Выход «Днепра» во Вторую лигу

Сезон 2008 ФК «Смоленск» снова начал в ЛФЛ в зоне «Черноземье».
Ещё перед стартом первенства России руководство команды сообщило, что по ходу сезона клуб будет переименован в «Днепр». 12 августа 2008 года межрегиональная футбольная ассоциация «Черноземье» разрешила выступление клуба под новым названием.
Первый сезон с новым именем команда завершила на 3 месте и вновь вышла во Второй дивизион.
Также команда вышла в финал Кубка «Черноземья», где в двухматчевом противостоянии уступила клубу «МиК» из Калуги — 1:1; 1:2.
В сезоне 2009 главным тренером «Днепра» был назначен Армен Адамян, игравший ранее за смоленский «Кристалл».
В Смоленск вернулись воспитанники местного футбола Сергей Филиппенков, Сергей Давыдов и Олег Сидоренков. Также за «Днепр» был заявлен ряд молодых смоленских футболистов. Капитаном команды стал Сергей Филиппенков, выступавший ранее за смоленский «Кристалл», московский ЦСКА и сборную России. Команда выступила немного успешней, чем в прежние годы, заняв 13 место в зоне «Центр».
В декабре 2009 года было объявлено, что новым главным тренером клуба станет Виктор Булатов.

### 2010—2012

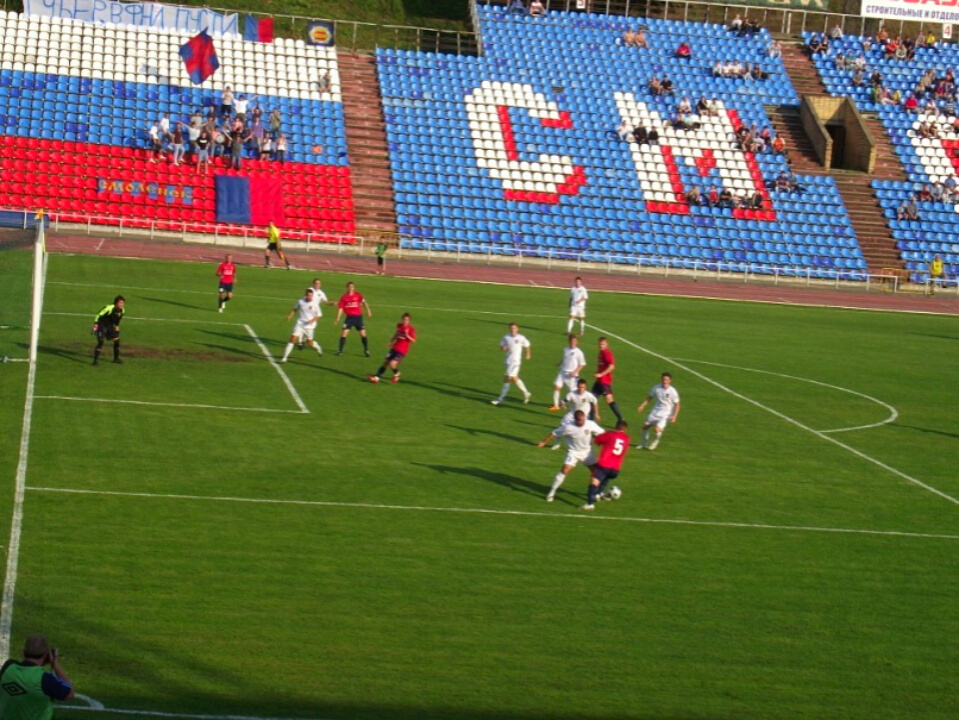
19.08.2011 «Днепр» - «Волочанин-Ратмир» 6:0

В новом сезоне «Днепр» был переведён из зоны «Центр» в зону «Запад». Под руководством 3-кратного чемпиона России в составе московского «Спартака» команда заняла 10 место. Также в зоне «Черноземье» Третьего дивизиона выступала команда «Днепр-2», завершившая сезон на 10 месте. В том же году завершил свою карьеру Сергей Филиппенков, находившийся в ранге капитана в 2009—2010 годах, позже он закончил ВШТ и стал работать со следующего сезона тренером в «Днепре».
В сезоне 2011/2012 годов днепряне добились наивысшего результата — 4 место в зоне «Запад». Смоленскую команду называли «самой атакующей». В составе «Днепра» выделялся воспитанник смоленского футбола Мурат Хотов. В 2012 году он перешёл в «Петротрест», с которым вышел в ФНЛ.
5 июня 2012 года главный тренер «Днепра» Виктор Булатов написал заявление об увольнении по собственному желанию. Считается, что причиной отставки стал конфликт с одним из руководителей клуба — Львом Платоновым.

### 2012—2016

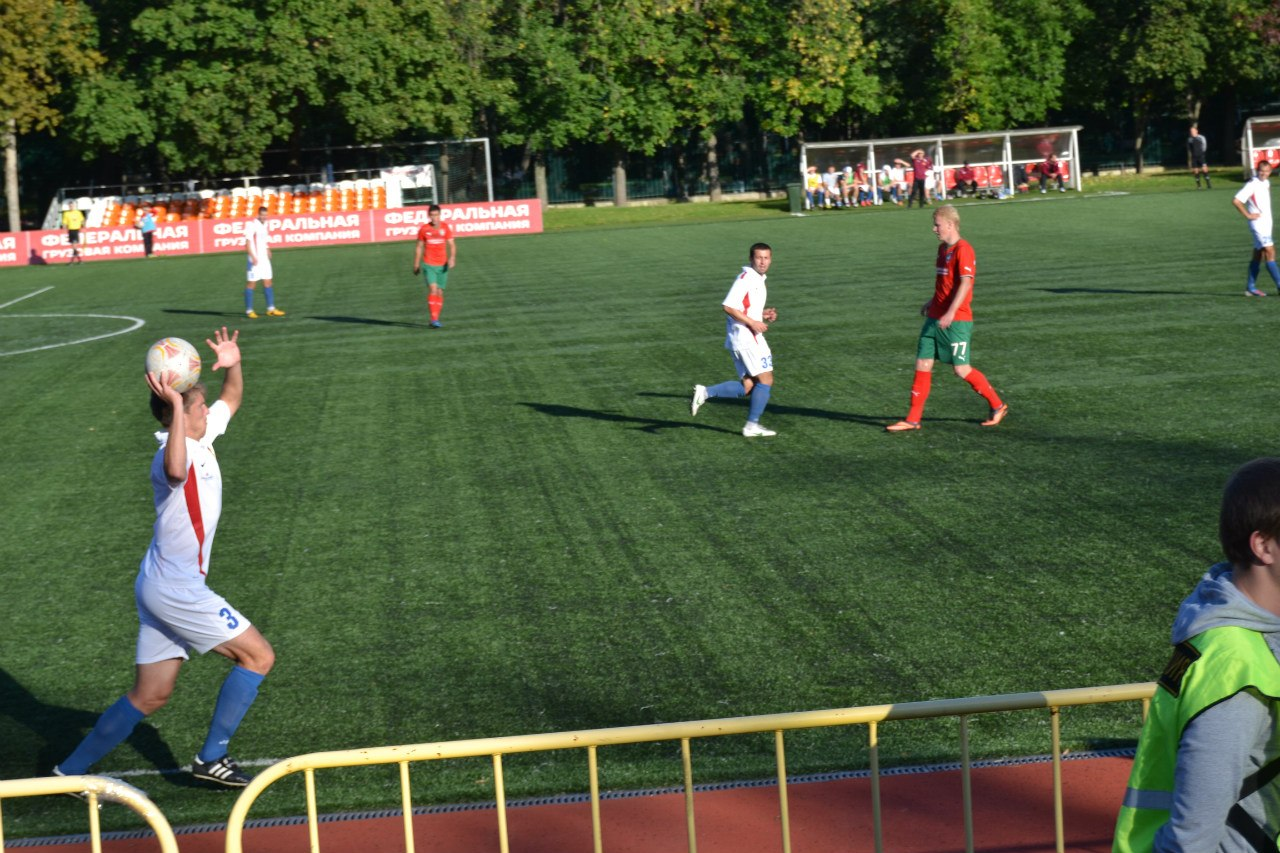
28.08.2013 «Локомотив-2» (Москва) - «Днепр» 2:1

19 июня 2012 года главным тренером команды был назначен Сергей Гунько. Его помощниками стали Валерий Соляник и Сергей Чеснаков. Первый круг команда провела неплохо. Перед весенней частью сезона 2012/2013 днепряне проводили тренировочные сборы в Польше. Соперниками в серии товарищеских матчей стали представители польской третьей лиги. С клубом «Бронь» (Радом) смоляне провели два спарринга в течение недели. В первой игре смоленская команда обыграла поляков со счётом 1:0. Во втором матче победа также досталась «Днепру» (3:0). Ещё одним соперником днепрян стала «Лехия» (Томашув-Мазовецки), в матче с которой смоленской команде также удалось добыть победу (2:0).

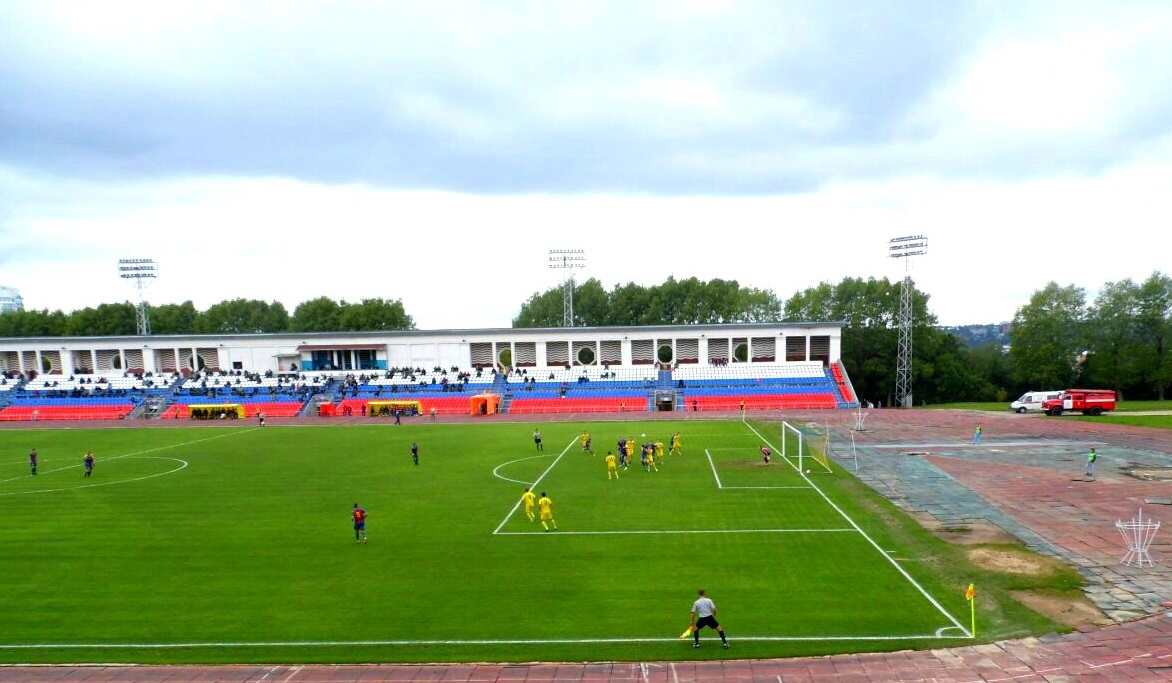
07.09.2013 «Днепр» - «Строгино» 2:1

В ночь с 23 на 24 февраля 2013 года смоленская футбольная общественность понесла невосполнимую утрату — на выезде за смоленский хоккейный клуб «Славутич» в Липецке ушел из жизни основатель смоленского фанатского движения Максим Павлинский.
В целом результат первого сезона под руководством Сергея Гунько получился удачным. По итогам сезона «Днепр» занял 6 место. Фанаты смоленской команды посетили все матчи сезона, включая самый дальний выезд в Мурманск на матч в «Севером» (1:2).

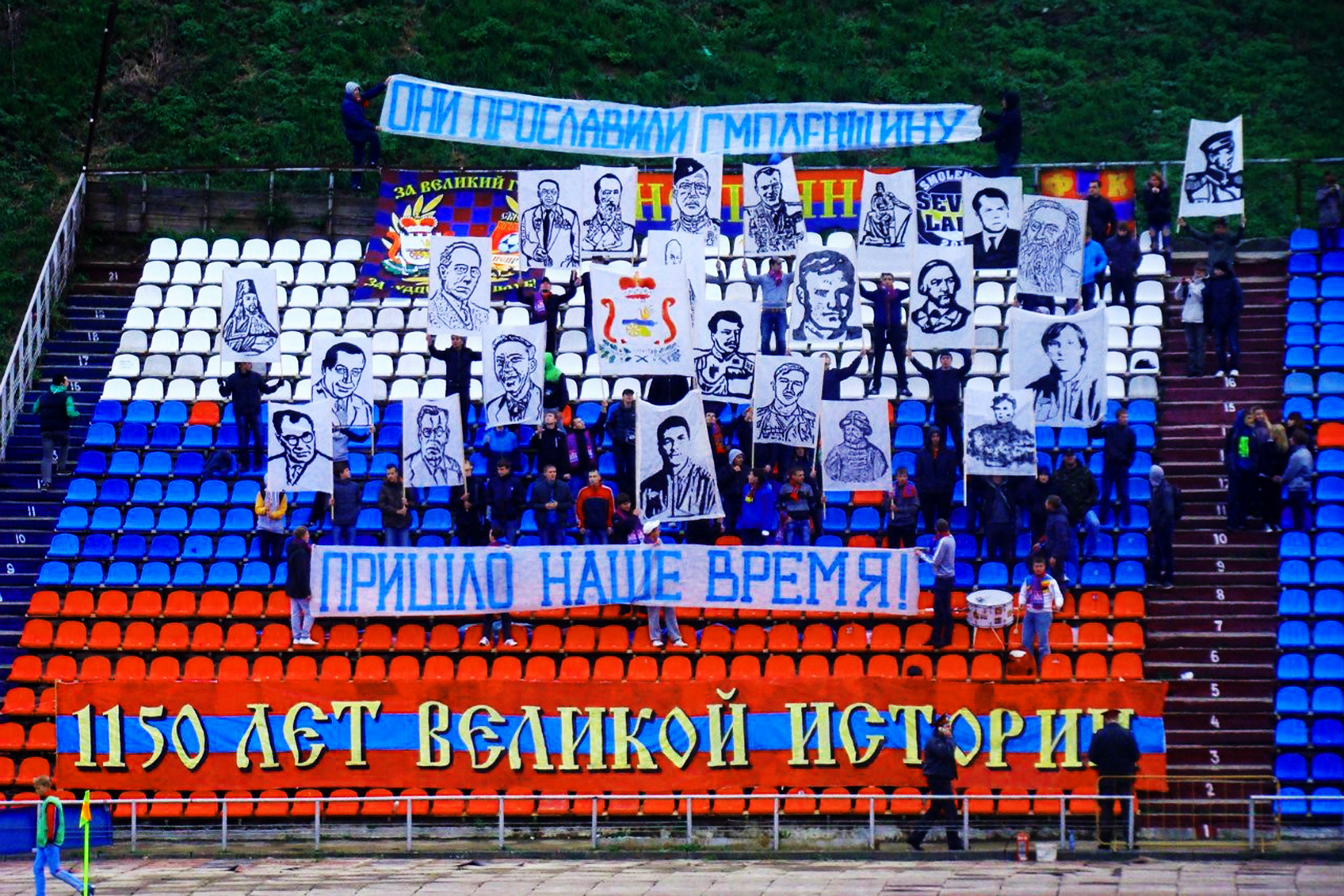
Перфоманс фанатов «Днепра» к 1150-летию Смоленска

В сезоне 2013/14 «Днепр» выступил также удачно. 27 сентября 2013 года на домашнем матче против питерского «Зенита-2» (2:1) смоленские фанаты приготовили яркий перфоманс приуроченный к празднованию 1150-летия города Смоленска. Команда выдала победную серию из 6 матчей на финише сезона, что позволило ей занять итоговое 5 место.
Перед началом сезона 2014/2015 смоленский «Днепр» провёл товарищеский матч с петербургским «Зенитом» на поле соперника. Главный тренер «Зенита» Андре Виллаш-Боаш выставил против смолян практически всех звезд своей команды — не было только игроков, занятых на Чемпионате мира в Бразилии. Тем не менее, смоляне играли против Андрея Аршавина, Александра Анюкова, Данни. Присутствовал на матче, но не выходил на поле и Сергей Семак.
Счет открыл «Зенит»: на 37-й минуте матча гол забил Рондон. На 62-й минуте мяч оказался в воротах смолян из-за обидного рикошета. На 80-й минуте красивым ударом в правый угол Владислав Озеров размочил счет, забив единственный гол в ворота хозяев. Встреча завершилась со счётом 2:1 в пользу питерцев.
Чемпионат складывался для команды неудачно, в итоге команда заняла 14 место. 16 июня 2015 года главный тренер «Днепра» Сергей Гунько принял решение подать в отставку. Исполняющим обязанности главного тренера стал Владимир Силованов, который вскоре был официально назначен на эту должность.
В сезоне 2015/2016 команда заняла 10 место.

### 2016—2018
В начале июля 2016 года ФК «Днепр» сменил название на ЦРФСО — «Центр развития футбола Смоленской области». Это решение вызвало недоумение и сопротивление со стороны болельщиков.
Финансирование клуба сократилось, из команды ушли ветераны Сергей Давыдов и Андрей Прудников. Также один из лидеров «Днепра» Михаил Петрусёв перешёл в «Химки». В сентябре 2016 года Владимир Силованов подал в отставку по состоянию здоровья. Главным тренером клуба снова стал Сергей Гунько.
Сезон 2016/2017 команда завершила на 9 месте. При этом клубу впервые удалось выйти в 1/32 Кубка России, где смоляне на последних минутах дополнительного времени уступили ярославскому «Шиннику» со счётом 0:1.
В сезоне 2017/2018 команда выступила неровно и заняла 12 место. Лучшие матчи клуб провёл против московского «Велеса» (2:0), «Знамени Труда» (3:1), «Коломны» (3:1) и «Луки-Энергии» (2:1).
22 июня 2018 года команде было вновь возвращено название «Днепр». Эта новость вызвала ажиотаж у смоленских болельщиков. На первые матчи сезона 2018/2019 собирался аншлаг.
На стадии 1/128 финала Кубка России «Днепр» обыграл новую частную смоленскую команду «Красный-СГАФКСТ» из Третьего дивизиона со счётом 4:1, хет-трик оформил Алан Хабалов.
На стадии 1/64 финала смоляне уступили «Калуге» со счётом 1:2.
В Первенстве ПФЛ днепряне начали сезон неплохо, обыграв дома «Ленинградец» (1:0) и «Луки-Энергию» (1:0), а на выезде одержав победу над «Чертаново-2» (2:0). В следующих турах игра команды не задалась. Также появились сообщения о финансовых трудностях клуба. Осенняя безвыигрышная серия была прервана 26 октября 2018 года домашней победой над «Псковом-747» (3:2).
3 ноября 2018 года в гостевом матче против «Коломны» (1:3) в воротах смоленского «Днепра» дебютировал Никита Туркин, которому в день матча исполнилось 16 лет. Уже на 4-й минуте Туркин отразил пенальти. Он стал самым молодым игроком не только в истории «Днепра», но и всего профессионального смоленского футбола.

#### Финансовые проблемы
К 2018 году выросли задолженности по зарплатам игрокам и персоналу клуба, финансовое состояние которого усугублялось. Администрацией Смоленской области заявлялось о полном выполнении своих обязательств, в то время как в отношении клуба губернатором региона Алексеем Островским была инициирована проверка финансовой деятельности, которую пыталась заблокировать городская администрация (в это же время курировавший «Днепр» Лев Платонов ушёл с поста вице-губернатора по собственному желанию). По результам проверки были выявлены многочисленные финансовые нарушения. 30 октября тренерско-административный штаб «Днепра» и часть футболистов подали заявление в следственный комитет и прокуратуру с требованием погасить задолженности. 7 ноября 2018 года Администрацией региона было принято решение о выходе из числа учредителей ФК «Днепр».

### 2019—2020

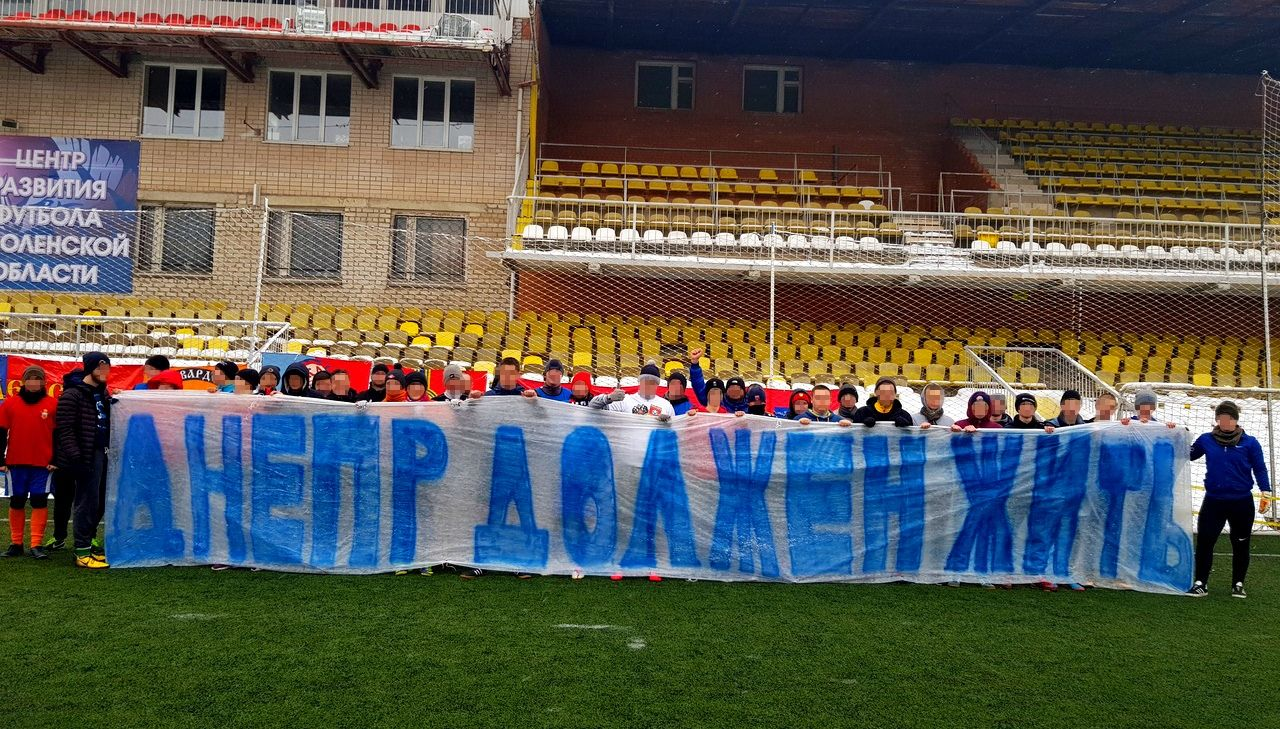
Фанаты «Днепра» на турнире «Днепр должен жить»

В период зимнего перерыва местные СМИ стали активно рекламировать новый бизнес-проект ФК «Красный-СГАФКСТ», также было принято решение о прекращении финансирования «Днепра» из средств областного бюджета.
Фанаты «Днепра» пытались привлечь внимание общественности к проблеме, организовав турнир по футболу «Днепр должен жить».
26 марта 2019 года клуб снялся с Первенства ПФЛ.
В мае 2019 года в Чемпионат Смоленской области по футболу заявилась команда «СмолАПО». По итогам сезона команда «СмолАПО» заняла 8-е место.
Вратарь ФК «Днепр-СмолАПО» Егор Змешков 28 сентября 2019 года стал победителем проходившего в Италии чемпионата мира по футболу 7х7 в составе сборной России.
13 мая 2020 года ушел из жизни исполнительный директор ФК «Днепр» Николай Николаевич Ермаков.
В августе 2020 года в Первенство ПФЛ был заявлен ФК «Смоленск».

### 2021—2023
В конце 2021 года появилась информация об открытии детской академии ФК «Днепр». 22 марта 2022 года было официально объявлено о том, что «Днепр» будет возрождён и примет участие в Чемпионате Смоленской области.
26 марта 2022 года команда начала выступления на предсезонном турнире «Подснежник», одержав в первом матче победу над «Починком» со счётом 5:2. По итогам предсезонного турнира «Днепр» уверенно выиграл группу «В», одержав пять побед в пяти матчах.
14 мая 2022 года команда начала выступления в чемпионате Смоленской области (на сайте областной федерации футбола обозначена как «Днепр-СмолАПО»). Также в чемпионат города Смоленска была заявлена молодёжная команда «Днепр-М». 18 мая 2022 года было объявлено о возвращении в «Днепр» Мурата Хотова. В августе 2022 года в команду вернулся главный тренер Сергей Гунько. В сезоне 2022 года главная и молодёжная команды заняли 4-е места — соответственно, в чемпионате области и города. 28 декабря 2022 года детскую академию ФК «Днепр» с новогодним визитом посетил футболист сборной России Максим Глушенков.
8 января 2023 года «Днепр» стал победителем новогоднего турнира Смоленской любительской футбольной лиги. 5 февраля 2023 года команда заняла третье место на предсезонном зимнем турнире в формате 8х8.
По итогам сезона 2023 года «Днепр» занял 3 место в чемпионате города Смоленска. 25 ноября 2023 года «Днепр» в Калуге провёл товарищеский матч с дублирующим составом «Минска» (1:4). 16 декабря 2023 года «Днепр» в Витебске провёл товарищеский матч с дублирующим составом «Витебска» (2:4).

### С 2024 года

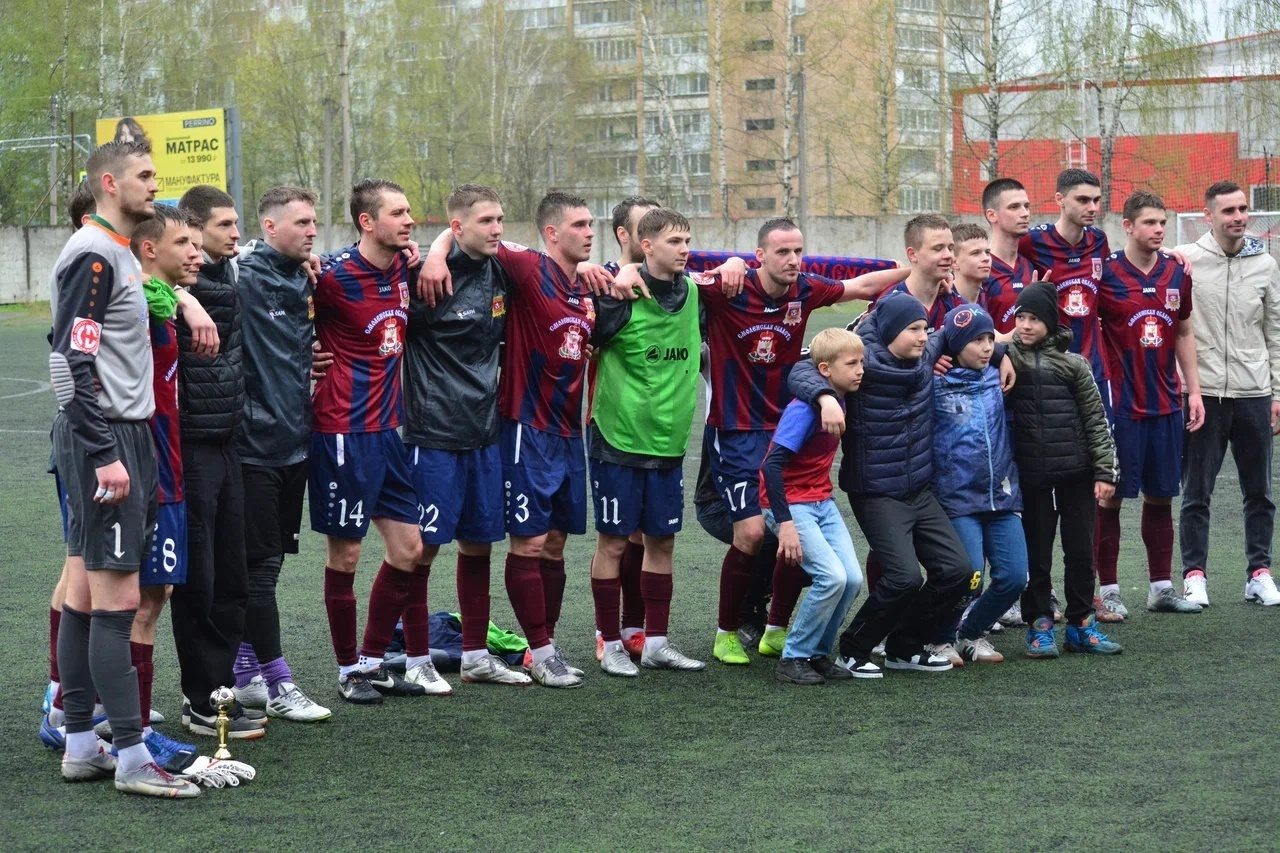
ФК «Днепр» после первого матча в 2024 году

11 февраля 2024 года «Днепр» провёл в Витебске товарищеский матч с дублирующим составом «Витебска» (3:1). 6 марта 2024 года «Днепр» объявил о том, что клуб проходит лицензирование для участия в Первенстве России среди клубов III дивизиона в сезоне 2024 года. 30 марта 2024 года клуб провёл в Великих Луках товарищеский матч против команды «Луки-Энергия» (0:2), которая выступает во Второй лиге.
Перед началом нового сезона было объявлено о возвращении в «Днепр» Михаила Петрусёва. 14 апреля 2024 года «Днепр» стартовал в новом сезоне Третьей лиги.
По итогам сезона команда заняла 9-е место в группе «Запад» Третьей лиги СФФ «Центр». Также второй состав «Днепра» занял 3-е место в чемпионате города Смоленска.
Перед началом сезона 2025 года капитан «Днепра» Денис Головко перешёл в брянское «Динамо». Состав «Днепра» значительно омолодился, команду пополнил ряд воспитанников СШОР-5, выступавших в прошлом сезоне в составе ФК «Красный», с которым у «Днепра» произошло объединение клубов.

## Достижения
- Вторая лига
  - 4-е место: 2011/2012
  - 5-е место: 2013/2014
- Третья лига
  -  Серебряный призёр (1): 2004
  -  Бронзовый призёр (1): 2008
- Кубок МОА «Черноземье»
  -  Серебряный призёр (1): 2008
- Чемпионат города Смоленска
  -  Бронзовый призёр (2): 2023, 2024
- Турнир «Дружба»
  -  Чемпион (3): 2014, 2015, 2016

## Результаты выступлений

### В чемпионатах России и Смоленской области
| Сезон   | Дивизион                                | Место    | И  | В  | Н  | П  | М     | О  | Примечания                    |
| ------- | --------------------------------------- | -------- | -- | -- | -- | -- | ----- | -- | ----------------------------- |
| 2004    | Первенство ЛФЛ, зона «Черноземье»       | 2 из 13  | 24 | 19 | 1  | 4  | 61-17 | 58 | Выход во Вторую лигу          |
| 2005    | Второй дивизион, зона «Запад»           | 14 из 17 | 32 | 8  | 6  | 18 | 38-49 | 30 |                               |
| 2006    | Второй дивизион, зона «Запад»           | 17 из 18 | 34 | 8  | 8  | 18 | 24-51 | 32 |                               |
| 2007    | Второй дивизион, зона «Запад»           | 16 из 16 | 30 | 8  | 6  | 16 | 29-45 | 30 | Вылет в Третью лигу           |
| 2008    | Первенство ЛФЛ, зона «Черноземье»       | 3 из 18  | 34 | 21 | 8  | 5  | 63-23 | 71 | Выход во Вторую лигу          |
| 2009    | Второй дивизион, зона «Центр»           | 13 из 17 | 32 | 9  | 10 | 13 | 31-33 | 37 |                               |
| 2010    | Второй дивизион, зона «Запад»           | 10 из 17 | 32 | 12 | 7  | 13 | 37-45 | 43 |                               |
| 2011/12 | Второй дивизион, зона «Запад»           | 4 из 16  | 45 | 24 | 12 | 9  | 77-35 | 84 |                               |
| 2012/13 | Второй дивизион, зона «Запад»           | 6 из 14  | 26 | 11 | 8  | 7  | 33-28 | 41 |                               |
| 2013/14 | Первенство ПФЛ, зона «Запад»            | 5 из 17  | 32 | 15 | 7  | 10 | 48-43 | 52 |                               |
| 2014/15 | Первенство ПФЛ, зона «Запад»            | 14 из 16 | 30 | 7  | 7  | 16 | 32-49 | 28 |                               |
| 2015/16 | Первенство ПФЛ, зона «Запад»            | 10 из 15 | 28 | 7  | 10 | 11 | 26-32 | 31 |                               |
| 2016/17 | Первенство ПФЛ, группа «Запад»          | 9 из 14  | 26 | 6  | 11 | 9  | 35-37 | 29 |                               |
| 2017/18 | Первенство ПФЛ, группа «Запад»          | 12 из 14 | 26 | 7  | 4  | 15 | 26-40 | 25 |                               |
| 2018/19 | Первенство ПФЛ, группа «Запад»          | 12 из 13 | 15 | 4  | 2  | 9  | 16-32 | 14 | Снялся после зимнего перерыва |
| 2022    | Чемпионат Смоленской области            | 4 из 8   | 20 | 8  | 1  | 11 | 37-43 | 25 |                               |
| 2023    | Чемпионат города Смоленска              | 3 из 11  | 20 | 14 | 2  | 4  | 85-20 | 44 | Выход в Третью лигу           |
| 2024    | Третья лига, группа «Запад» СФФ «Центр» | 9 из 10  | 26 | 7  | 4  | 15 | 25-53 | 25 |                               |

### В кубках России
| Сезон     | Стадия       | Соперник            | Счёт           |
| --------- | ------------ | ------------------- | -------------- |
| 2005/2006 | 1/256 финала | Псков-2000          | 2:0            |
|           | 1/128 финала | Балтика             | 0:5            |
| 2006/2007 | 1/512 финала | Арсенал (Тула)      | 2:1            |
|           | 1/256 финала | Торпедо (Владимир)  | 0:3            |
| 2007/2008 | 1/512 финала | Маккаби (Москва)    | 3:0            |
|           | 1/256 финала | Нара-Десна          | 0:1            |
| 2009/2010 | 1/256 финала | Авангард (Подольск) | 0:1            |
| 2010/2011 | 1/256 финала | Псков-747           | 0:3            |
| 2011/2012 | 1/256 финала | Столица (Москва)    | 2:0            |
|           | 1/128 финала | Локомотив-2         | 1:1 (2:4 пен.) |
| 2012/2013 | 1/128 финала | Долгопрудный        | 1:2            |
| 2013/2014 | 1/256 финала | Волга (Тверь)       | 2:1            |
|           | 1/128 финала | Химки               | 0:1            |
| 2014/2015 | 1/128 финала | Динамо (Брянск)     | 1:3            |
| 2015/2016 | 1/256 финала | Динамо (Брянск)     | 0:2            |
| 2016/2017 | 1/128 финала | Псков-747           | 1:0            |
|           | 1/64 финала  | Торпедо (Владимир)  | 1:0            |
|           | 1/32 финала  | Шинник              | 0:1            |
| 2017/2018 | 1/128 финала | Динамо (Брянск)     | 1:2            |
| 2018/2019 | 1/128 финала | Красный-СГАФКСТ     | 4:1            |
|           | 1/64 финала  | Калуга              | 1:2            |

## Рекорды

### Клубные рекорды[109]
- Высшее достижение в Чемпионате России — 4-е место в Зоне «Запад» Второй лиги (2011/2012).
- Высшее достижение в Кубках России — 1/32 финала (2016/2017).
- Самые крупные победы — 6:0 над «Волочанином-Ратмиром» (Вышний Волочёк) в 2011 году, 6:0 над «Сатурном» (Раменское) в 2012 году, 6:0 над «Волгой» (Тверь) в 2017 году.
- Самое крупное поражение — 0:6 от костромского «Спартака» в 2006 году.
- Больше всех матчей за команду — Сергей Давыдов — 201 матч.
- Лучший бомбардир команды — Андрей Прудников — 33 мяча.
- Лучший результат за сезон — Мурат Хотов — 14 мячей в сезоне 2011/2012.

### Рекорды игроков

#### По количеству матчей
- Это список игроков с наибольшим количеством матчей в истории клуба[110].

| №  | Имя                 | Период               | Матчи |
| -- | ------------------- | -------------------- | ----- |
| 1  | Сергей Давыдов      | 2009-2016            | 201   |
| 2  | Андрей Прудников    | 2010-2016            | 159   |
| 3  | Евгений Цимбал      | 2009,2011-2015       | 157   |
| 4  | Михаил Петрусёв     | 2011-2016, 2024      | 140   |
| 5  | Мурат Хотов         | 2005-2007,2010-2011  | 112   |
| 6  | Илья Баннов         | 2013-2018            | 105   |
| 7  | Денис Захаров       | 2013-2014, 2016—2019 | 103   |
| 8  | Денис Прокопенко    | 2010-2016            | 102   |
| 9  | Виктор Слепцов      | 2009-2014            | 100   |
| 10 | Александр Глушенков | 2004-2007            | 96    |

## Стадион
С 2004 по 2014 год смоленский «Днепр» проводил домашние матчи на стадионе «Спартак», который был построен в 1959 году и вмещает 12500 зрителей.
24 мая 2014 года команда сыграла свой последний матч на главной арене города, победив костромской «Спартак» со счётом 2:1. Стадион принадлежал Смоленскому областному объединению профсоюзов и ранее был продан московской компании «Альфа-Транс». Уже 27 мая «Днепр» сыграл первую игру на стадионе СГАФКСТ (ныне — СГУС). Матч против «Вологды» завершился победой днепрян 2:1. Арена вмещает 2000 зрителей и до 2018 года являлась домашней для клуба.
С 2022 года «Днепр» проводит домашние матчи на стадионе «Сапа».

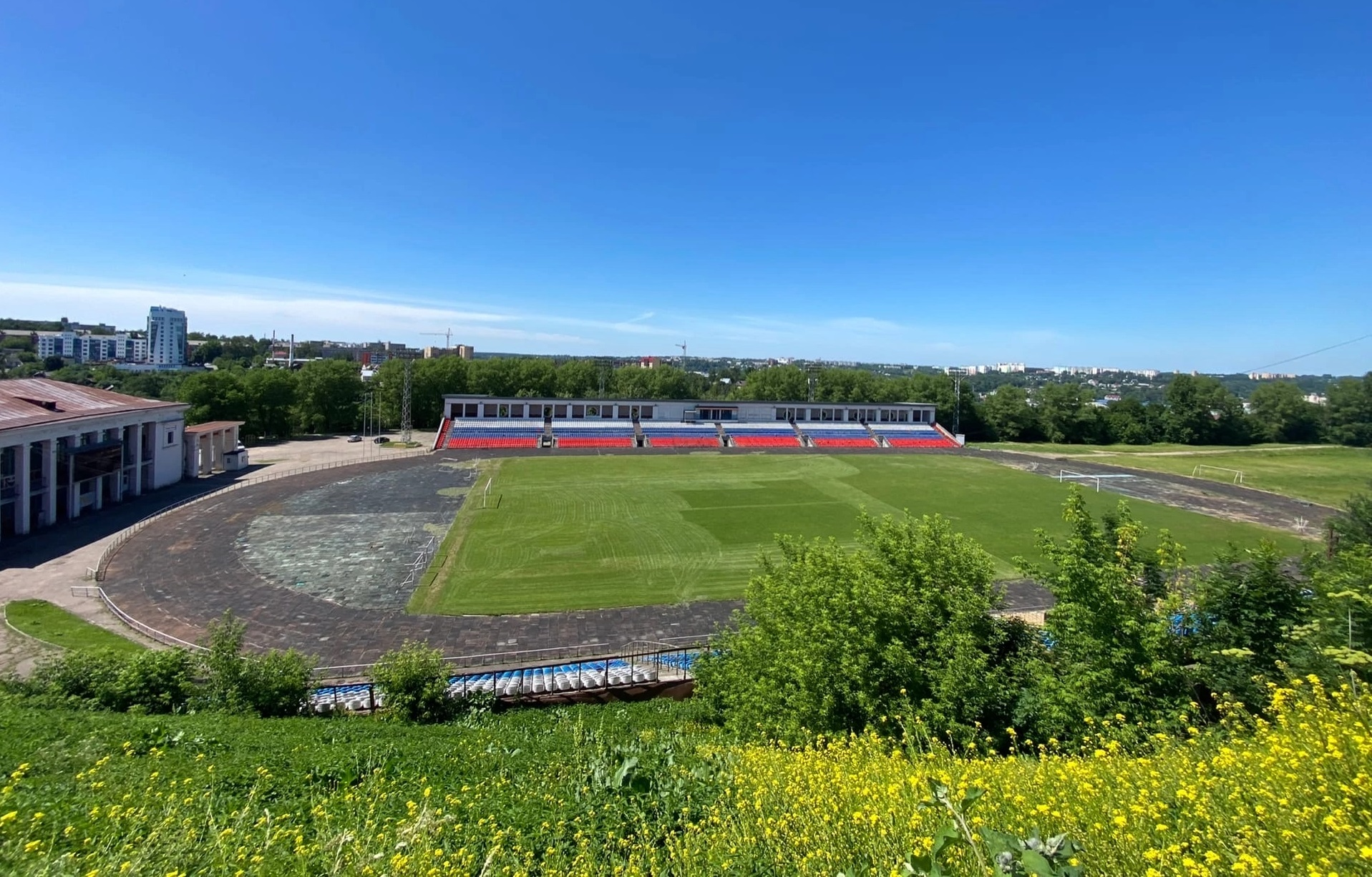
Стадион «Спартак»
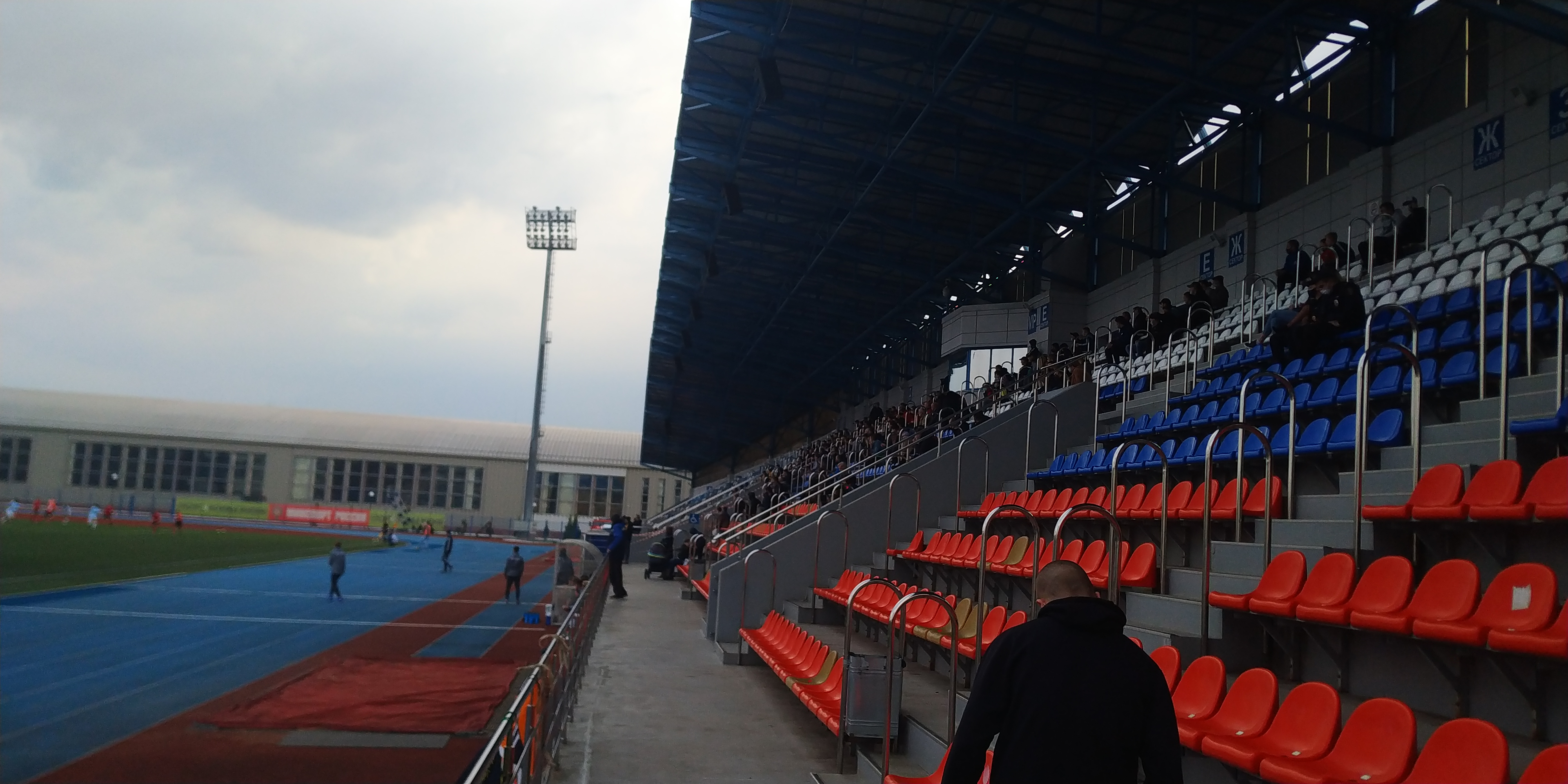
Стадион СГУС
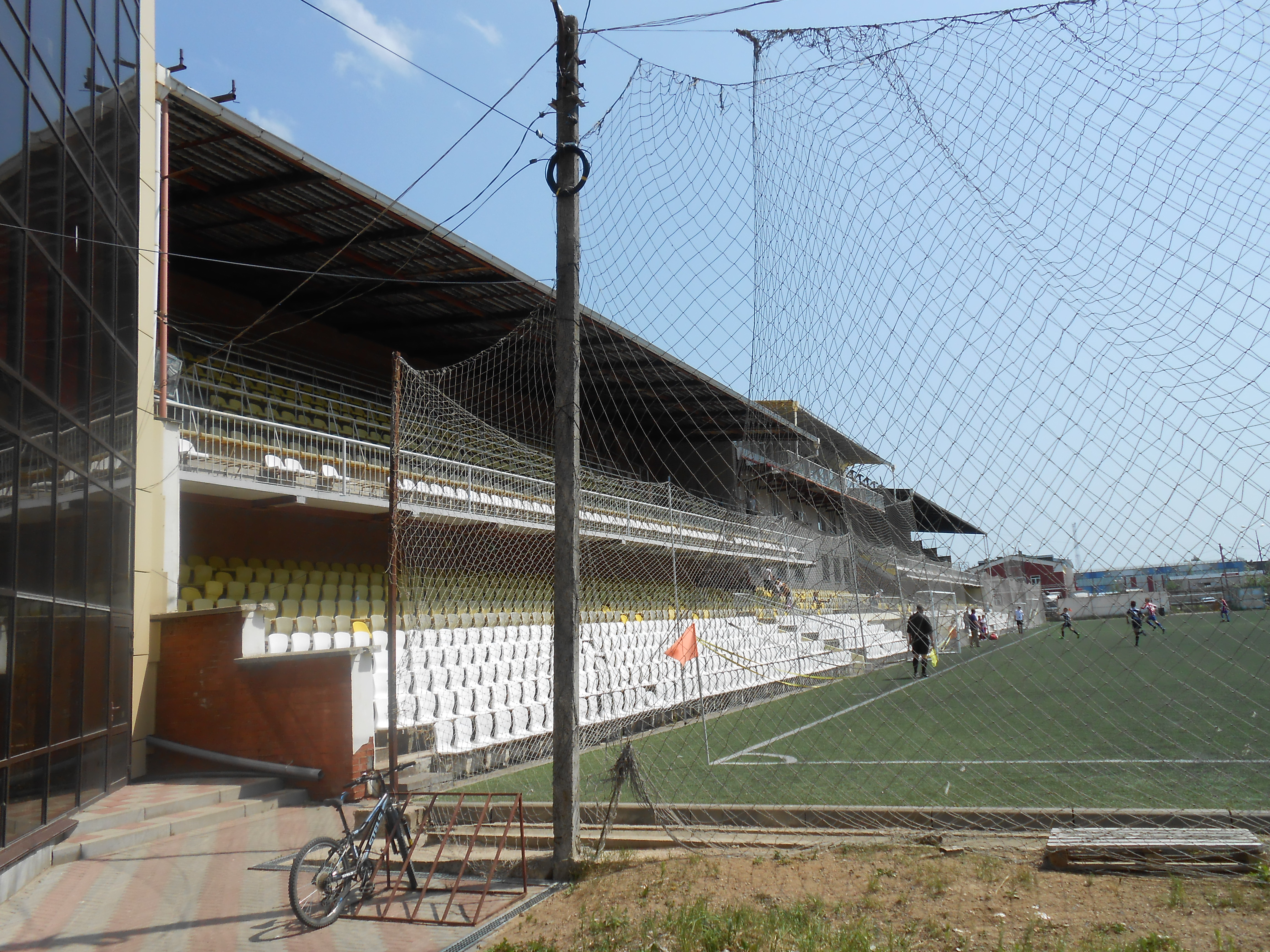
Стадион «САПА»

## Список тренеров
- Игорь Иванютин (2004—2005)
- Виктор Звягин (2005)
- Сергей Крутелёв (2006)
- Игорь Белонович (2007)
- Владимир Силованов (2007)
- Олег Королёв (2008)
- Армен Адамян (2009)
- Виктор Булатов (2009—2012)
- Сергей Гунько (2012—2015)
- Владимир Силованов (2015—2016)
- Сергей Гунько (2016—2019)
- Вячеслав Мишуткин (2022)
- Сергей Гунько (2022—н.в.)

## Символика и форма

### Клубные цвета
| Красный | Синий |

Традиционные цвета «Днепра» — красный и синий. В такой расцветке выступали смоленские клубы «Искра» и «Кристалл», преемником которых стал «Днепр».

### Клубная форма
| 2004—2005 | 2006—2009 | 2010 | 2011—2012 | 2013—2014 | 2015 | 2016 | 2017 | 2018—н.в. |  |

## Болельщики

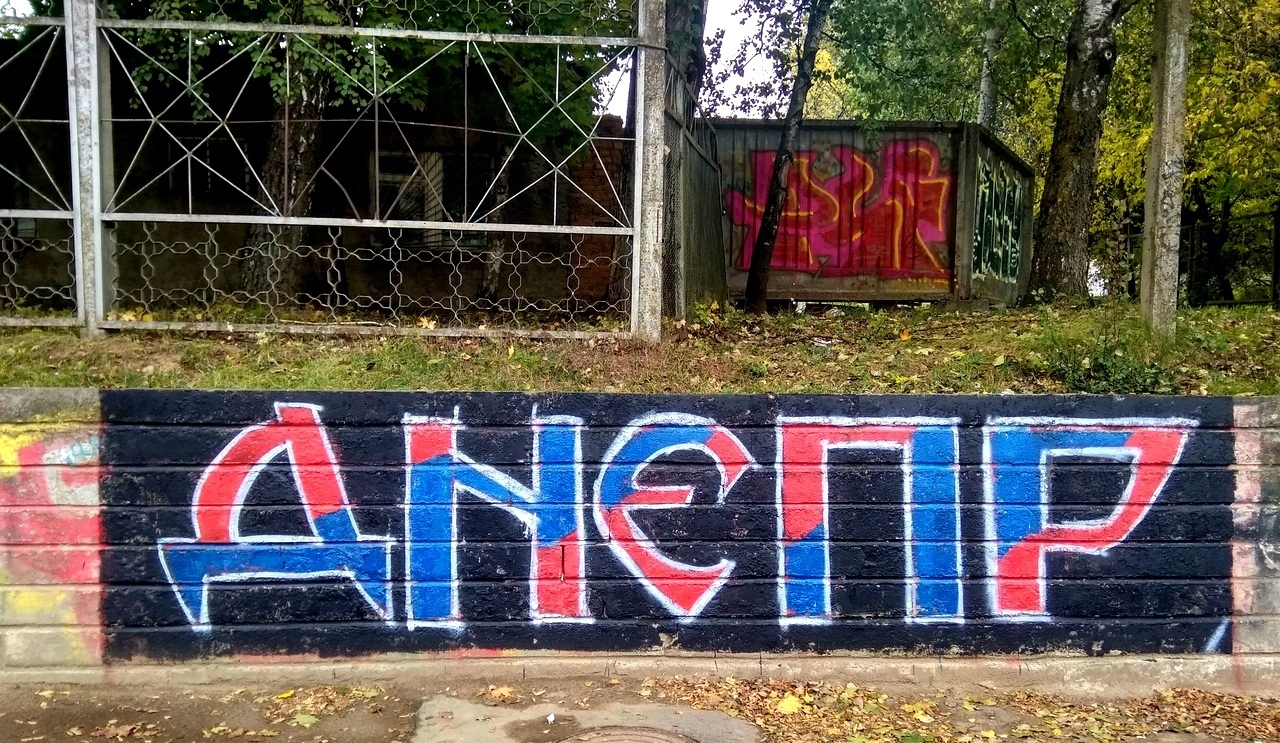
Граффити фанатов ФК «Днепр» Смоленск

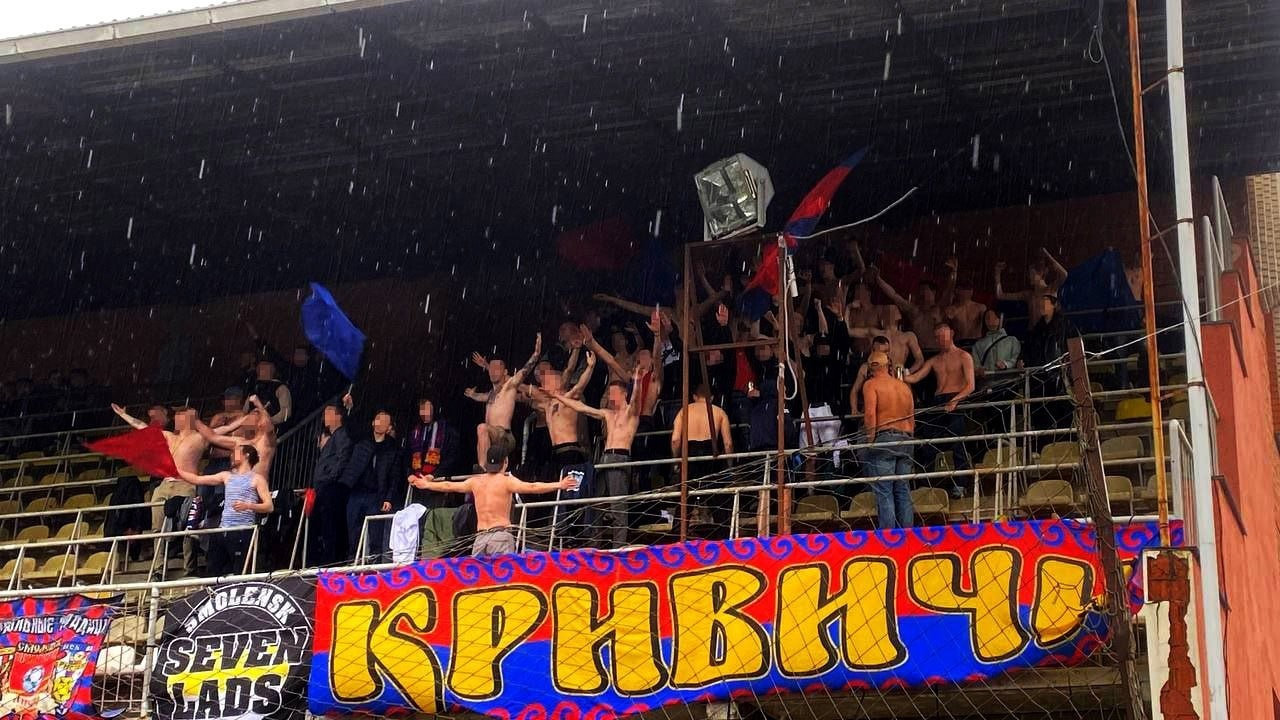
Сектор смоленских фанатов после возрождения «Днепра»

Смоленское фанатское движение было основано в 1987 году.
Фанаты «Днепра» являются преемниками фанатского движения «Искры» и «Кристалла».
В 2019 году, после снятия «Днепра» с Первенства ПФЛ, фанаты поддерживали команду «СмолАПО», которая ранее являлась дублем «Днепра». В 2020 — ФК «Смоленск», который через год снялся с соревнований в ФНЛ-2. В 2022 году фанаты призвали болельщиков объединится вокруг возрождённого «Днепра».